# THE SPACE COWBOYS
THE SPACE COWBOYS（ザ・スペース・カウボーイズ）は、日本のロックバンド。

## メンバー

### 解散時のメンバー
- 水野克泰（ボーカル）

広島県尾道市出身。スペースシャワーTV「サウンドクラッシュ」でVJ、NACK5 「MIDNIGHT ROCK CITY」、CROSS FM 「J STAGE Fantastic Nation」でDJも勤めた。解散後はBitter Sweetという名称でライブを行なっていた。
- 大山英寿（ギター）

愛称はセニョール（Señor）、セニョ。解散後は、THE EASY WALKERSのサポートメンバー、2003年に結成したHEESEY WITH DUDESのメンバーとして活動（2005年脱退）。活動休止期間を経て2019年に音楽活動を再開。現在はTHE MONOLITH、GOLDで活動中。
- 光本順也（ベース）

広島県尾道市出身。ボーカルの水野克泰とは学生時代からの友人でバンド仲間でもあった。
- 松本淳（ドラムス）

1983年UGUISSでデビュー。1985年から1987年にかけてチューリップに三代目ドラマーとして加入。渡辺美里、大江千里、藤井フミヤ、福山雅治のサポートでも活躍。THE SPACE COWBOYS解散後は、Do As Infinityをはじめ、数多くのアーティストのサポートを行う。2024年からは再結成したUGUISSに参加。

### 旧メンバー
- 中田英一（ベース）

愛称はファイヤー（FIRE）。神奈川県出身。脱退後、THE EASY WALKERSに加入。
- 大古殿宗大（おおふるとん そうた）（ドラムス）

愛称はフルトン。宮崎県出身。
脱退後、Oblivion Dustに加入。2001年に結成したBUGのドラマーとしても活動（2003年11月脱退）。また、HYDEのサポートメンバーとしても活動していたが、神経病でドラマーとしての活動は退いている。
- 三科孝夫（ドラムス）

東京都出身。結成当初のドラマーであり、デビュー前に脱退。
その後カブキロックス、らいむらいと、LOVE ME DOなどで活動している。

## 概要
1993年5月結成。町田PlayHouseや渋谷La.mamaを中心にライブ活動を行う。
1995年4月、キューン・ソニーレコードと契約し、10月にデビューアルバムのレコーディングを開始。1996年1月、シングル「SHINING IN THE BED」でデビュー。2月22日に日清パワーステーションで行われたデビューライブは新人としては異例の600人を動員、ソールドアウトとなった。
1998年9月15日、中田、大古殿が脱退し、水野と大山の2人組ユニットになる。その後、光本、松本が加入。
2000年8月24日、新宿ロフトで行われたライブをもって解散した。

## ディスコグラフィ

### 参加作品
| 発売日         | タイトル      | 規格品番 | 曲順       | 楽曲               |
| -------------- | ------------- | -------- | ---------- | ------------------ |
| 2001年12月19日 | Ki/oon DECADE | KSCL-425 | Disc2/M.16 | SHINING IN THE BED |

## タイアップ一覧
| 使用年 | 曲名               | タイアップ                                                       |
| ------ | ------------------ | ---------------------------------------------------------------- |
| 1996年 | SHINING IN THE BED | テレビ神奈川（TVK）『ミュージックトマトJAPAN』オープニングテーマ |
| 1998年 | スペース マン      | テレビ朝日系『サンデージャングル』エンディングテーマ             |
| 1999年 | clock work machine | テレビ朝日系『極楽とんぼのとび蹴りヴィーナス』テーマ曲           |

## メディア出演

### ラジオ
- FM ROCK KIDS（1996年4月 - 6月、AIR-G'）
- J STAGE Fantastic Nation（1996年 CROSS FM）
- MIDNIGHT ROCK CITY 木曜日（1997年5月 - 1998年3月 NACK5）
- MIDNIGHT ROCK CITY 水曜日（1998年4月 - 同年9月 NACK5）

### テレビ
- サウンドクラッシュ（スペースシャワーTV）